# Georg Stibi

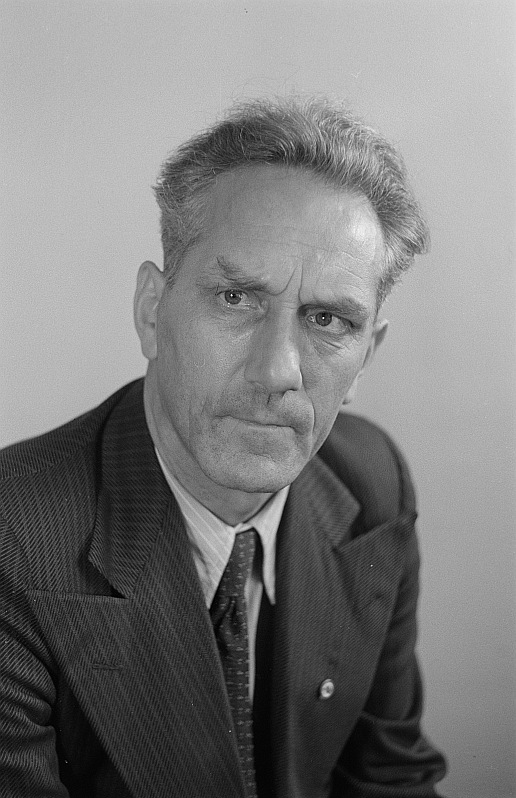
Georg Stibi, 1953

Georg Stibi (* 25. Juli 1901 in Markt Rettenbach; † 30. Mai 1982 in Berlin) war ein deutscher Diplomat und Politiker (SED). Er war Chefredakteur des SED-Zentralorgans Neues Deutschland und stellvertretender Außenminister der DDR.

## Leben
Als Sohn eines Schuhmachers war er nach dem Besuch der Volksschule als Land- und Industriearbeiter tätig, wurde schließlich Journalist. 1919 trat er der USPD, 1922 der KPD bei. In der Folgezeit arbeitete er als Chefredakteur der Freiheit in Düsseldorf, ab 1932 war er als Korrespondent des KPD-Zentralorgans Die Rote Fahne in der Sowjetunion tätig. Von 1937 bis 1939 nahm er am Spanischen Bürgerkrieg teil, wo er deutschsprachige Rundfunksendungen moderierte. Nach der Niederlage der republikanischen Streitkräfte ging Stibi 1939 nach Frankreich und wurde in Le Vernet interniert. 1941 emigrierte er nach Mexiko. Dort trat er der Bewegung Freies Deutschland (BFD) und dem Heinrich-Heine-Klub bei. Von 1943 bis 1946 leitete er La Estampa Méxicana, den Verlag der mexikanischen Künstlervereinigung Taller de Gráfica Popular.
Im Mai 1946 kehrte Stibi in den Ostteil Berlins zurück. Hier trat er in die SED ein. 1949 übernahm er den Posten des Chefredakteurs der Berliner Zeitung. Von 1949 bis 1950 war er Leiter des Amtes für Information der Regierung. 1953 wurde Stibi Chefredakteur der Leipziger Volkszeitung. Seit 1954 arbeitete er in der Redaktion des Neuen Deutschland, dessen Chefredakteur er von 1955 bis 1956 war. Von 1957 bis 1958 war Stibi Botschafter in Rumänien und von 1958 bis 1961 in der Tschechoslowakei. Von 1961 bis 1974 war Stibi stellvertretender Außenminister der DDR.

## Privates

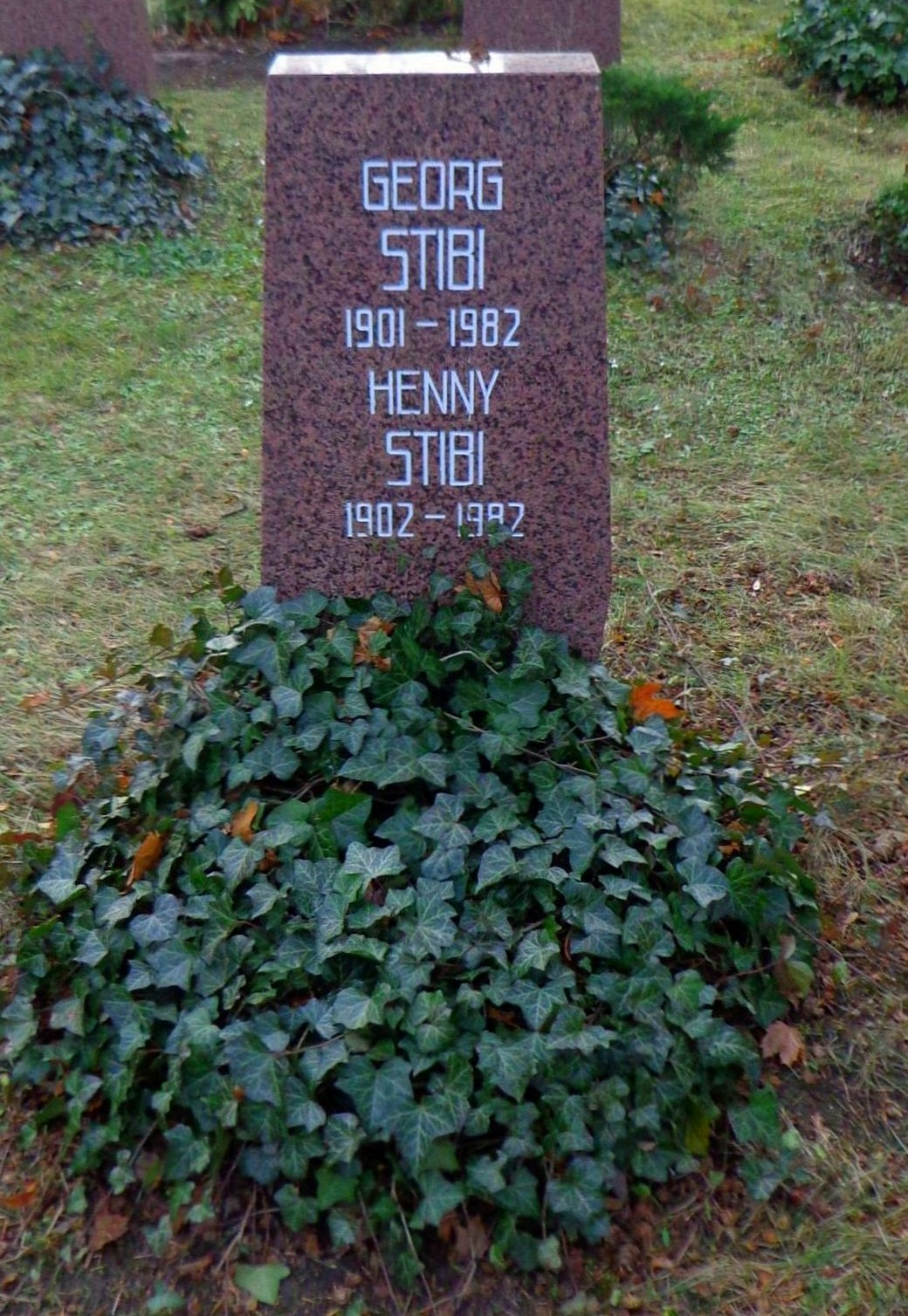
Grabstätte

Stibi war mit der KPD-Funktionärin Henny Stibi, geb. Piepenstock (1902–1982) verheiratet, die ihn 1941 ins Exil nach Mexiko begleitete. Beide wurden in der Grabanlage Pergolenweg des Berliner Zentralfriedhofs Friedrichsfelde beigesetzt.

## Auszeichnungen
- 6. Mai 1955 Vaterländischer Verdienstorden in Silber
- 1961 Vaterländischer Verdienstorden in Gold
- 1966 Karl-Marx-Orden
- 1971 Ehrentitel Held der Arbeit
- 1976 Ehrenspange zum Vaterländischen Verdienstorden in Gold
- 1981 Stern der Völkerfreundschaft in Gold